# Exode des pieds-noirs
Pour les articles homonymes, voir Rapatriement.
L'exode des Pieds-noirs, ou rapatriement des Français d'Algérie suivant l'appellation officielle, désigne la vague de migrations subies autour de 1962 par la communauté pied-noir des départements français d'Algérie vers, essentiellement, la France métropolitaine. Les départements français d'Algérie constituaient alors le produit de la conquête de l'Algérie par la France à partir de 1830.
Ce déplacement de population se traduit pour les métropolitains par une « vague » massive d'arrivées en France d'avril à juillet 1962 d'Algérois, Constantinois et Oranais d'origine européenne connaissant souvent peu, voire pas du tout, la métropole. Il marque également la fin de la guerre d'Algérie et l'accession de l'Algérie à l'indépendance.
Cet exode se développe en particulier dans les mois qui suivent le cessez-le-feu du 19 mars 1962 et le référendum sur les accords d'Évian du 8 avril 1962, massivement approuvé par la population française métropolitaine, mais qui donne aux Français d'Algérie, d'abord affectés par les opérations de police extra-légales issues du mouvement « barbouze », puis exclus du référendum du 8 avril par voie réglementaire, le sentiment d'être abandonnés par la métropole.
Convaincus que le référendum sur l'indépendance de l'Algérie, prévu le 1er juillet 1962, et qui s'adresse à tous les habitants de l'Algérie, conduira à l'indépendance d'une Algérie arabe et socialiste, dotée d'un parti unique, les pieds-noirs n'ont plus la garantie d'être protégés par l'armée française, surtout après la fusillade de la rue d'Isly du 26 mars 1962. La crainte de représailles exercées par l'ALN contre leur communauté est largement partagée. Durant les deux mois de mai et juin, près de 450 000 personnes quittent l'Algérie. Le 5 juillet suivant, jour de la proclamation de l'indépendance de l'Algérie, le massacre d'Oran renforce les craintes et l’émigration.
Cet exode crée parmi les Pieds-noirs un fort ressentiment à l'encontre du président français Charles de Gaulle, auquel ils imputent de n'avoir pas honoré sa promesse de maintenir l'Algérie française et de protéger les Français d'Algérie et les harkis.

## Rapatriés d'Algérie
Les rapatriés sont des Français d'Algérie dont les ancêtres étaient des Européens originaires de France (certains issus d'Alsace-Moselle et installés en Algérie après l'annexion de 1871 à l'Allemagne), d'Espagne (dont les primo-arrivants venaient de Minorque), d'Italie, de Malte, de Suisse, etc. Ils englobent de même des Algériens d'origine non-européenne (les autochtones, musulmans ou non, naturalisés Français par décret, ainsi que des juifs séfarades et berbères, naturalisés soit par le décret Crémieux de 1870, soit, s'agissant des rares juifs du Mzab, en 1961).
Les rapatriés d'Algérie bénéficient d'un statut spécifique institué par la loi dite « Boulin » du 26 décembre 1961 : ce statut diffère de celui des musulmans français d'Algérie « réfugiés » tels que les harkis.

## Départ des pieds-noirs: forcés? Ou libres?
Selon une thèse répandue dans une partie de l'opinion française, les pieds-noirs auraient été conduits à quitter l´Algérie car menacés d'épuration ethnique. Des représentants du FLN auraient annoncé dès 1960 qu'« ils excluaient tout avenir pour les non musulmans»,,. Ben Bella avouera trente ans après l'indépendance qu’il ne « pouvai[t] concevoir une Algérie avec 1 500 000 pieds noirs ». 
En sens contraire, des appels de la direction du FLN, lancés en février 1960 aux Européens d'Algérie, auraient indiqué : « L'Algérie est le patrimoine de tous (…). Si les patriotes algériens se refusent à être des hommes de seconde catégorie, s'ils se refusent à reconnaître en vous des super-citoyens, par contre, ils sont prêts à vous considérer comme d'authentiques Algériens. L'Algérie aux Algériens, à tous les Algériens, quelle que soit leur origine ». Le massacre des européens à Oran, en juillet 1962 contredit cette déclaration d'intention.
Une enquête menée en Algérie révèle que plus de 200 000 pieds-noirs sont restés en Algérie indépendante.
En 1959, les pieds-noirs étaient 1 025 000, soit 10,4 % de la population vivant en Algérie. Leur poids relatif était en baisse après un maximum de 15,2 % atteint en 1926. À partir de mai 1962, entre 8 000 et 10 000 Européens partent chaque jour pour la France. Ils sont 350 000 à quitter l'Algérie en juin 1962, 120 000 en juillet 1962, 50 000 en octobre 1962. On assiste à un véritable exode qui s'amplifie à l'approche du référendum du 1er juillet 1962. À cette date, près de 600 000 pieds-noirs sont déjà partis.
À Oran, le 5 juillet 1962, jour de l'indépendance, une foule en liesse venue en masse des quartiers périphériques musulmans investit le centre-ville (quartier européen) pour y célébrer l'événement. Des coups de feu, vite attribués, à l'Organisation de l'armée secrète sèment la panique. De festive, l’ambiance devient électrique. Ce jour-là, selon des sources invérifiables, près de 700 pieds-noirs sont assassinés en quelques heures.
Alors que l'OAS multiplie les attentats à l'encontre de musulmans et que ses commandos Delta pratiquent une politique de la "terre brûlée", les Européens d'Algérie font l'objet d'enlèvements. Au moins 1 630 personnes enlevées et disparues sont recensées,. Le 8 mai 1963, le secrétaire d´État français aux affaires algériennes déclare devant l'Assemblée nationale "qu'il y avait 3080 personnes signalées comme enlevées ou disparues, dont 18 ont été retrouvées, 868 libérées et 257 tuées (pour l'ensemble de l'Algérie mais surtout en Oranie)".
Constatant l'échec de la politique de la terre brûlée, les derniers commandos de l'OAS prennent le chemin de l'exil vers l´Espagne en s'embarquant sur des chalutiers chargés d´armes et d'argent. Pendant ce temps, des milliers d'européens, désemparés, attendent, dans le dénuement, un improbable bateau qui les mènerait vers un futur incertain. Selon Jean-Pierre Elkabbach, pied-noir, natif d´Oran, « Les pieds noirs ont déserté leurs maisons par peur de la vengeance des Algériens après le départ de l’armée d’occupation française d’Algérie. En raison de l’implication de nombre d’entre eux dans les crimes à l’époque coloniale »
À l'échéance du 31 juillet 1965 fixée par les accords d'Évian, 500 Français, dont à peine 200 nés en Algérie, auront obtenu la nationalité algérienne.

## Nombre de rapatriés
Au total, entre 1962 et 1965, environ un million de Français d'Algérie arrivent en France. Seuls 400 000 rapatriés étaient initialement attendus, sur quatre années. Parmi ces rapatriés figurent 100 000 Juifs sur une population totale de 130 000 personnes.
Au 31 décembre 1961, 150 000 personnes avaient déjà quitté l'Algérie. Entre janvier et avril 1962, 70 000 personnes émigrent. Le mouvement s'accélère les deux mois suivants : 80 000 personnes en mai, plus de 300 000 en juin. Il se poursuit après l'indépendance : 60 000 personnes en juillet, 40 000 en août, 70 000 de septembre à décembre 1962,,.
Fin 1962, il reste environ 200 000 pieds-noirs en Algérie, qui gardent l'espoir de continuer à y vivre. Les accords d'Évian prévoyaient en effet que pendant une période transitoire de trois ans, ils bénéficieraient de plein droit des droits civiques algériens, à l'issue de laquelle ils auraient eu la possibilité d'opter pour la nationalité algérienne. Toutefois, l'absence de reconnaissance de leur communauté et les mesures de nationalisations des exploitations agricoles, sans indemnité prises en 1963 par le gouvernement algérien conduisent encore 100 000 d'entre eux à quitter l'Algérie en 1963 et 1964. Par ailleurs, la confiscation des biens qualifiés de « vacants » par le gouvernement algérien empêche de fait tout retour possible des rapatriés en Algérie.
Ces confiscations s'exercent en violation des accords d'Évian, sans que le gouvernement français intervienne[réf. nécessaire]. L'historien Guy Pervillé écrit : « Les garanties aux biens reprenaient les principes fondamentaux du droit français : droit de propriété, liberté d'emporter ses biens ou de les vendre et d'en transférer le prix, pas d'expropriation sans une juste et préalable indemnité. Leur respect conditionnait le maintien de l'assistance culturelle et technique et de l'aide financière de la France à l'Algérie. Ces garanties furent très vite bafouées ».

## Accueil et conséquences
Les principaux points de débarquement des rapatriés ont été Marseille et Nice, en Provence-Alpes-Côte d'Azur, et Port-Vendres, en Languedoc-Roussillon.
Leur arrivée est généralement perçue négativement et leur accueil médiocre. Ainsi, le maire socialiste de Marseille, Gaston Defferre, déclare en juillet 1962 : « Qu'ils aillent se réadapter ailleurs ». L'organisation de leur rapatriement est plus ou moins chaotique. Un quart des biens débarqués est volé ou endommagé, notamment à l'initiative des dockers affiliés à la Confédération générale du travail (CGT),.
Une partie des rapatriés s'installe dans les régions du sud de la France, dont nombre d'entre eux étaient originaires[réf. nécessaire], intensifiant la croissance démographique de celles-ci. Le professeur Pierre Baillet indique : « De 1962 à 1968, ils ont assuré 50 % de la croissance démographique de Marseille et de Perpignan, 60 % de celle de Toulon et 70 % de celle de Nice. Ils ont redonné vie à certaines régions du Sud-Ouest et du Massif central : 55 % de l'accroissement de Midi-Pyrénées et du Languedoc-Roussillon leur est imputable, 33 % de l'Aquitaine et de la Provence. Sans eux, le Limousin aurait vu sa population diminuer ».
Les besoins en emplois étaient toutefois plus présents dans les deux tiers du nord de la France métropolitaine, avant la généralisation de la crise économique résultant du choc pétrolier de 1973.